# Fundação de Pais Pró-saúde Mental Infantil
A FUPASMI (sigla de Fundação de Pais Pró-saúde Mental Infantil)) é uma instituição administrada por pais de crianças portadoras de necessidades especiais e autistas, localizada em Porto Alegre, Rio Grande do Sul, Brasil.
Fundada em 8 de março de 1984, a instituição, que é particular, mas possui utilidade pública, realiza trabalhos de reabilitação e sociabilização para crianças, adolescentes e adultos jovens que possuem algum tipo de manifestação de autismo, distúrbios psicóticos, emocionais ou de aprendizagem. É uma das referências na Educação Especial no Rio Grande do Sul, com um trabalho desenvolvido por diversos técnicos.
A direção (no caso da FUPASMI, presidência), conforme seu estatuto, é sempre composta por pais das próprias crianças. A fundação tem origem na vontade dos pais de oferecerem atendimento especial a seus filhos, já que Porto Alegre carecia de instituições do gênero.
Os objetivos principais da FUPASMI são: fazer com que a criança desenvolva as capacidades intelectuais, integre-se na sociedade e participe da sociabilização em conjunto com a família, sempre com o respeito às diferenças em primeiro lugar, por parte de seus pais, técnicos e colaboradores).

## Algumas das atividades desenvolvidas
- Passeios (em praças, parques, shoppings, caminhadas)
- Artesanato (06 oficinas de artesanato, entre elas: papel marchê, papel reciclado e madeira)
- Culinária (as crianças preparam os próprios lanches)
- Jogos, recreação, música, dança, teatro
- Assembleia (reunião dos técnicos com as crianças, realizada às sextas-feiras, para definição das atividades da semana seguinte